# Schweißdrüse
Als Schweißdrüsen (lateinisch Glandulae sudoriferae) werden Hautdrüsen bezeichnet, die ein wässriges Sekret abgeben. Sie lassen sich nach der Form ihrer Sekretion unterscheiden. Beim Menschen sind die kleinen ekkrinen Schweißdrüsen (Glandulae sudoriferae eccrinae) über fast die gesamte Körperoberfläche verteilt, besonders viele finden sich auf Handinnenflächen, Fußsohlen und Stirn, keine im Lippenrot und an der Penisvorhaut. Die großen apokrinen Schweißdrüsen (Glandulae sudoriferae apocrinae) stellen Duftdrüsen dar; sie kommen nur regional vor und werden erst mit der Pubertät voll funktionsfähig.

## Beschreibung

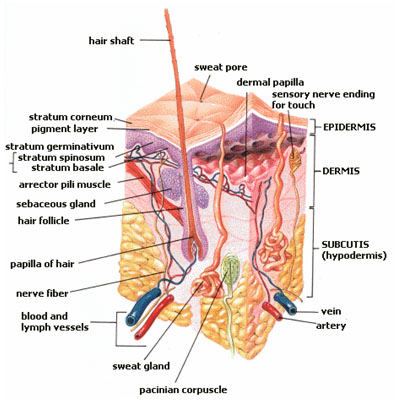
Ausschnitt menschlicher Haut mit verschiedenen Hautanhangsgebilden, so auch Schweißdrüsen (sweat gland)

Ihr Drüsenkörper liegt in der Lederhaut (Dermis) und produziert ein Sekret, das über eine Pore (Porus sudoriferus) der Oberhaut (Epidermis) ausgeschieden wird. Die bei Menschen typischerweise zahlreichen ekkrinen Schweißdrüsen sondern als Schweiß (Sudor) ein wässriges Sekret ab, das durch Verdunstungskälte vor allem der Thermoregulation dient.
In besonderen Körperregionen kommen daneben Duftdrüsen vor, auch apokrine Schweißdrüsen genannt, deren Sekret zur Entwicklung eines besonderen Duftes (Odor) beiträgt. Beide Arten von Drüsen zählen zu den Hautanhangsgebilden.

## Einteilung
Die ekkrinen oder merokrinen Schweißdrüsen (Glandulae sudoriferae merocrinae) haben einen Durchmesser von 0,4 mm und sind von einer dicken Basalmembran umgeben. Sie befinden sich an der Grenze zwischen Haut und Unterhaut. Diese Schweißdrüsen haben keine Beziehungen zu den Haaren und sind ungleichmäßig über den gesamten Körper verteilt.
Die apokrinen Schweißdrüsen (Glandulae sudoriferae apocrinae) werden auch Duftdrüsen genannt. Sie kommen nur in bestimmten Hautgebieten vor (Achselhöhle, Brustwarze, Genital- und Perianalgegend). Ihre Drüsenkörper sind deutlich größer und haben einen Durchmesser von 3 bis 5 mm. Sie liegen in der Subkutis (Unterhautgewebe) und stehen in enger Beziehung zu den Haarfollikeln, in deren Ausführungsgängen sie münden. Apokrine Schweißdrüsen werden im 4. Embryonalmonat gebildet, jedoch erst in der Pubertät funktionstüchtig, die Sekretproduktion wird besonders durch emotionale Reize aktiviert (z. B. Angst, Erregung, Wut).
Beide Schweißdrüsenformen werden durch den Sympathikus innerviert, jedoch nicht mit demselben Neurotransmitter. Die ekkrinen Schweißdrüsen verfügen über cholinerge und die apokrinen über adrenerge Rezeptoren.

## Funktion und Verteilung

### Ekkrine Schweißdrüsen
Ekkrine Schweißdrüsen regulieren den Wärmehaushalt des Lebewesens durch den physikalischen Effekt der Verdunstungskälte. Ferner sorgt der Schweiß für die Geschmeidigkeit der Haut und für deren richtigen pH-Wert, da Schweiß leicht sauer ist. Die Schweißdrüsen können bei Funktionsstörung der Nieren einen kleinen Teil der Entgiftungstätigkeit übernehmen. Dies liegt daran, dass der Schweiß neben Wasser und Fettsäuren aus urinpflichtigen Stoffen wie z. B. stickstoffhaltigen Substanzen, im Wesentlichen Harnstoff, und Natriumchlorid besteht. Es werden auch Substanzen wie Dermcidin mit antibakterieller Schutzwirkung abgesondert.
Insgesamt besitzt der Körper des Menschen – im Vergleich zu anderen Säugetieren – mit ca. zwei Millionen außerordentlich viele ekkrine Schweißdrüsen. Die Anzahl ist je nach Körperregion unterschiedlich. Besonders zahlreich finden sich Schweißdrüsen an Fußsohlen, Handflächen und Stirn. Ihr Vorkommen ist mit 750/cm² an der Ellenbeuge am dichtesten und mit ca. 57/cm² am Gesäß am spärlichsten.

### Apokrine Schweißdrüsen
Die sogenannten „apokrinen Schweißdrüsen“ oder Duftdrüsen geben neben pheromonähnlich wirkenden Duftstoffen weitere Substanzen in den Haartrichter ab, die erst gemeinsam mit dem Hauttalg und unter Einwirkung von Hautbakterien zu verschiedenen Geruchsstoffen umgesetzt werden. Anders als die sogenannten „ekkrinen Schweißdrüsen“ sind Duftdrüsen je an einen Haarfollikel gebunden und auf bestimmte Körperregionen beschränkt. Ihr Sekret und das der Talgdrüsen sowie die jeweilige Bakterienflora einer Hautregion sind maßgeblich für den (natürlichen) Körpergeruch verantwortlich und können den Geruch eines Körpers daneben nach Regionen differenzieren. Daher spielen Duftdrüsen oft eine nicht unwesentliche Rolle im Sozial- und Sexualverhalten; sie können darüber hinaus zur Reviermarkierung eingesetzt werden (siehe hierzu Jacobsonsches Organ).
Beispiele für Duftdrüsen in besonderer Ausprägung bei Tieren sind Analdrüsen, Analbeutel, Zwischenklauensäckchen, Sternalorgan, Metatarsalbürsten, Kinndrüse oder eine Inguinaltasche, die vor allem Lämmern das Auffinden der Milchdrüse erleichtert.

## Krankheiten der Schweißdrüsen
- Adenom (gutartige Geschwulst)
- Anhidrose (fehlende Schweißbildung)
- Die Chromhidrose ist eine sehr seltene Krankheit, bei welcher der Patient farbigen Schweiß absondert. Mögliche Farben sind beispielsweise Grün, Blau und Schwarz. Die Ursache ist bislang ungeklärt, man vermutet jedoch, dass der Patient Metallteilchen mit der Nahrung aufgenommen hat.
- Hyperhidrose (übermäßige Schweißbildung)
- Bromhidrose (übermäßiger Körpergeruch)